# Аюрзанаева, Нина Адушиевна
Нина Адушиевна Аюрзанаева — Заслуженный врач Российской Федерации (1999). Депутат Совета Национальностей Верховного Совета СССР 11 созыва (1984—1989) от Агинского Бурятского автономного округа.

## Биография
В 1963 году окончила Читинский государственный медицинский институт, по специальности врач-фтизиатр. В 1970-1972 и с 1975 главный врач, в 1995-2005 заместитель главного врача по организационно-методической работе, с 2007 года — врач-рентгенолог агинского окружного противотуберкулёзного диспансера.

## Награды
- медаль «За трудовое отличие»
- медаль «За доблестный труд. В ознаменование 100-летия со для рождения В. И. Ленина»
- Медаль «За строительство Байкало-Амурской магистрали»